# NGC 3473
NGC 3473 este o galaxie spirală situată în constelația Leul. A fost descoperită în 21 martie 1784 de către William Herschel. Se află la o distanță de 130,7 de megaparseci de Pământ.